# Будинок інвалідів (Львів)
Будинок військових інвалідів — комплекс споруд раннього історизму на вулиці Клепарівській 35 у Львові, пам'ятка архітектури місцевого значення охоронний № 1280 (ID 46-101-0611), колишній австрійський Будинок військових інвалідів, нині це Львівського державного університету безпеки життєдіяльності.

## Історія
Будинок інвалідів, для ветеранів з інвалідністю внаслідок війни, було побудовано у 1855-1863 роках за проектом Теофіля Едварда Гансена архітектором Едмундом Келером, за розпорядженням австрійського імператора Франца Йосифа І від 12 грудня 1851 року, та за сприяння генерал-ад'ютанта кайзера графа Ґрюнера.

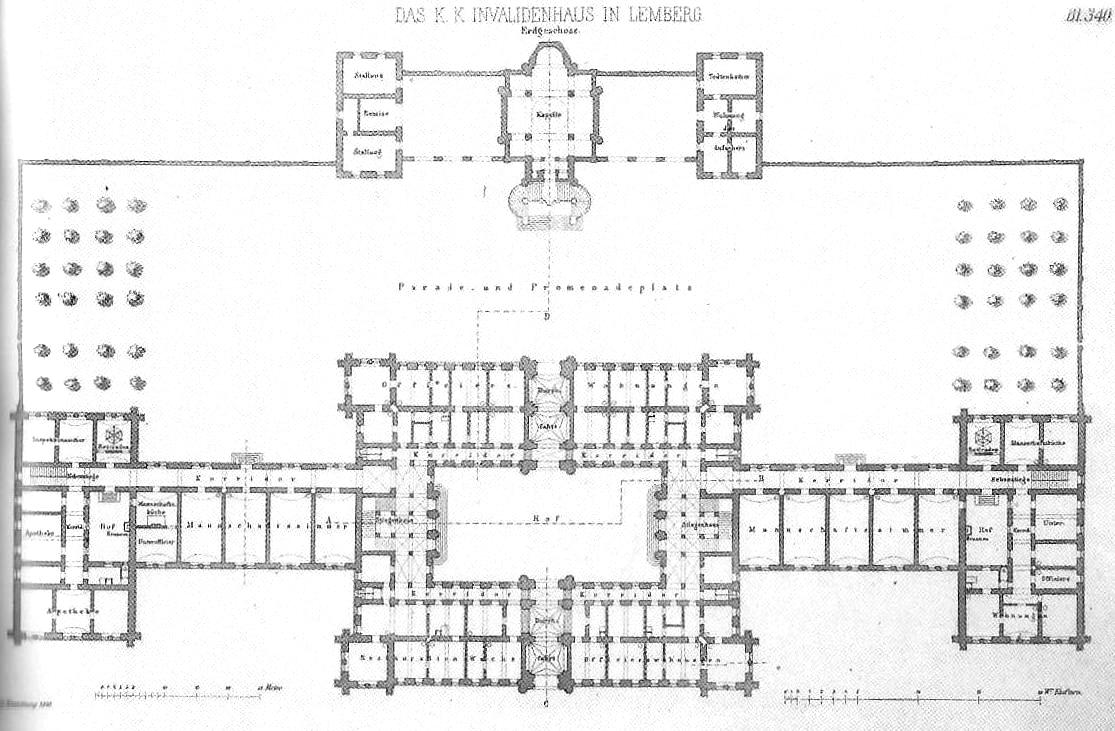
План Будинку військових інвалідів 1855 року

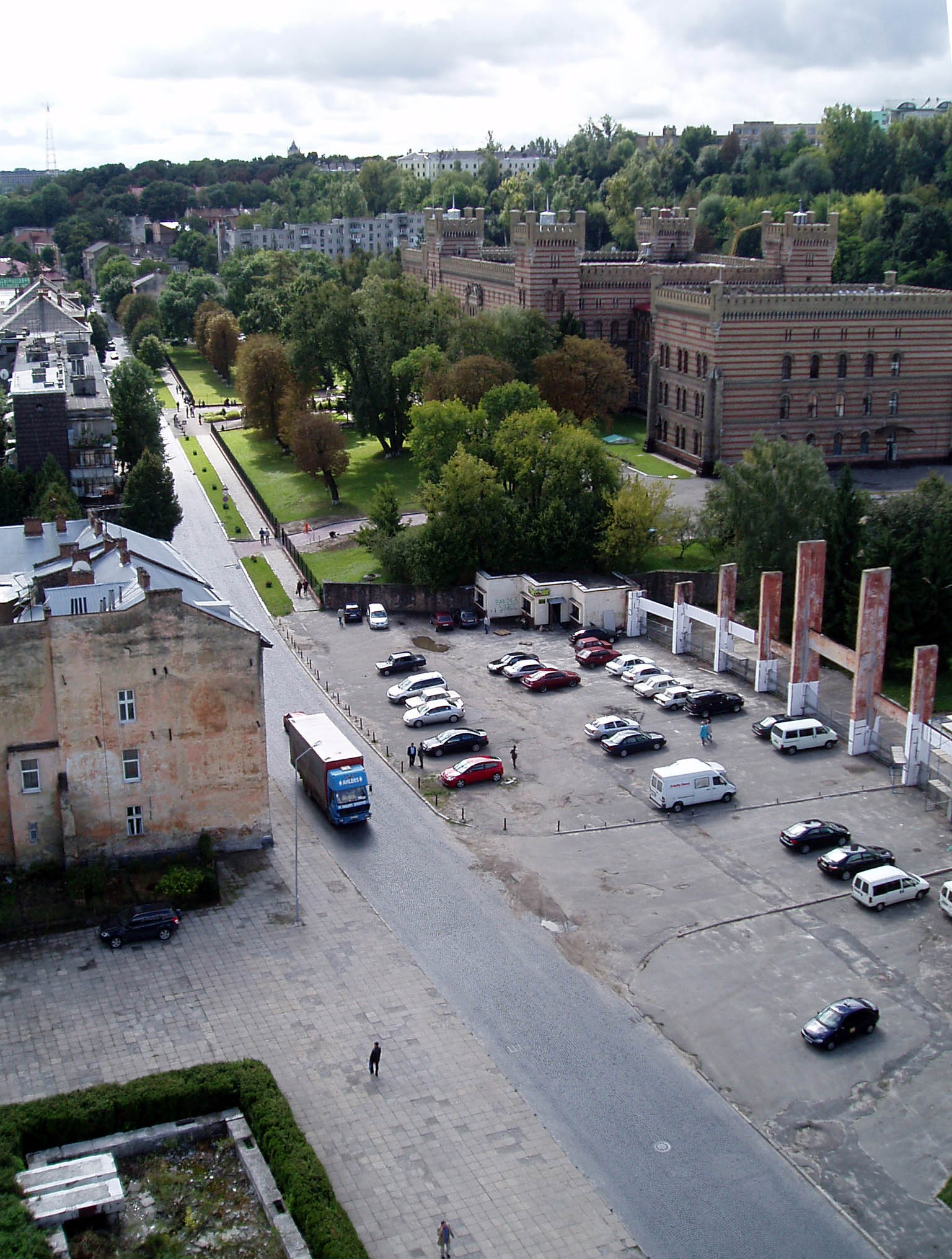

Будинок військових з інвалідністю внаслідок війни діяв у Львові 1863–1918 роках як філія будинку інвалідів №3 в Тирнау. Військові з інвалідністю та ветерани, які не мали засобів для самостійного утримання, мешкали у закладі державним коштом. Будівлю створено за зразком Віденського арсеналу, автором якого теж був Теофіль Едвард Гансена. На будівництво будинку у Львові було закладено 700 тисяч золотих ринських, та було виділено землі Пилиховської долини з дубовим лісом, ця територія у районі гори Кортумівка на Клепарові належала війську.
Дозвіл на будівництво будинку підписав у грудні 1851 року Франц Йосиф І. Будівельні роботи розпочалися навесні 1856 року.
У 1858 року розпочалося оздоблення фасадів будинку, виконане скульпторами Ципріяном Ґодебським та його учнем Аблем Марією Пер'є. Основні будівельні роботи були завершені в 1860 році, а повністю будівництво завершено у 1863 році.
Урочисте відкриття Будинку інвалідів відбулося 4 жовтня 1863 року в день іменин імператора Франца Йосифа І.
Наприкінці 1870-х років Будинок військових з інвалідністю внаслідок війни у Львові перетворено у самостійний заклад для інвалідів №4. Будинок військових інвалідів у Львові був одним з чотирьох подібних закладів у Австро-Угорщині. Будівля була розрахована на розміщення та утримання на пансіоні 500 осіб з інвалідністю та ветеранів. Центральна частина будівлі призначалася для офіцерів, а ліве та праве крило — для молодших офіцерів та солдатів. У вежах центральної частини будинку інвалідів розміщувалася квартира генерала-коменданта та його канцелярія. В одному крилі знаходилася філія гарнізонного шпиталю.
Будинок інвалідів зазнав пошкоджень в часи Першої світової війни. У міжвоєнний період використовували для потреб осіб з інвалідністю внаслідок війни та ветеранів польського війська, тут розміщувалась філія 6-го Окружного військового шпиталю.
Під час радянської окупації Будинок військових інвалідів належав Радянській армії. У 1939–1941 роках в будинку розмістили 233-й полк НКВС (в/ч 7480), який 10 серпня 1944 року знову тут був розквартирований. Тоді було частково знищене скульптурне оздоблення, руйнувань та вандалізму зазнала також будівля каплиці, де від 1939 року було розміщено речовий склад.
У травні 1954 року в приміщені Будинку інвалідів було розміщено Київське пожежно-технічне училище МВС СРСР, хоча на першому поверсі лівого крила головного корпусу Будинку інвалідів було розташовано військову частину 7480 та батальйон міліції аж до 1972 року. В 1983-1988 роках було надбудовано четвертий поверх головного корпусу, де розмістилися 4 дивізіони.
Після проголошення Незалежності у колишньому Будинку інвалідів діяло Львівське пожежно-технічне училище МВС України. 21 червня 2001 року училище реорганізовано у Львівський державний університет безпеки життєдіяльності.

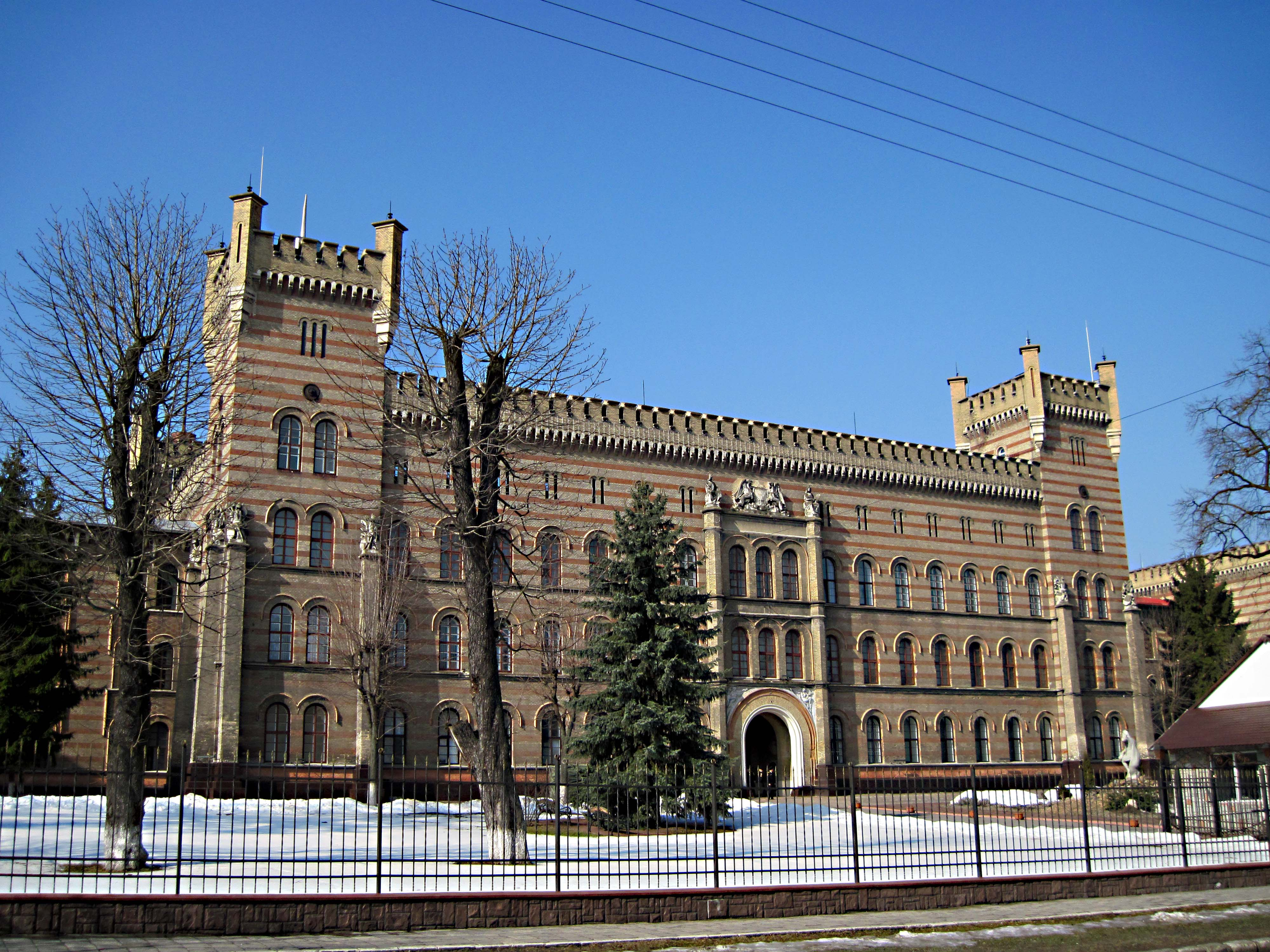
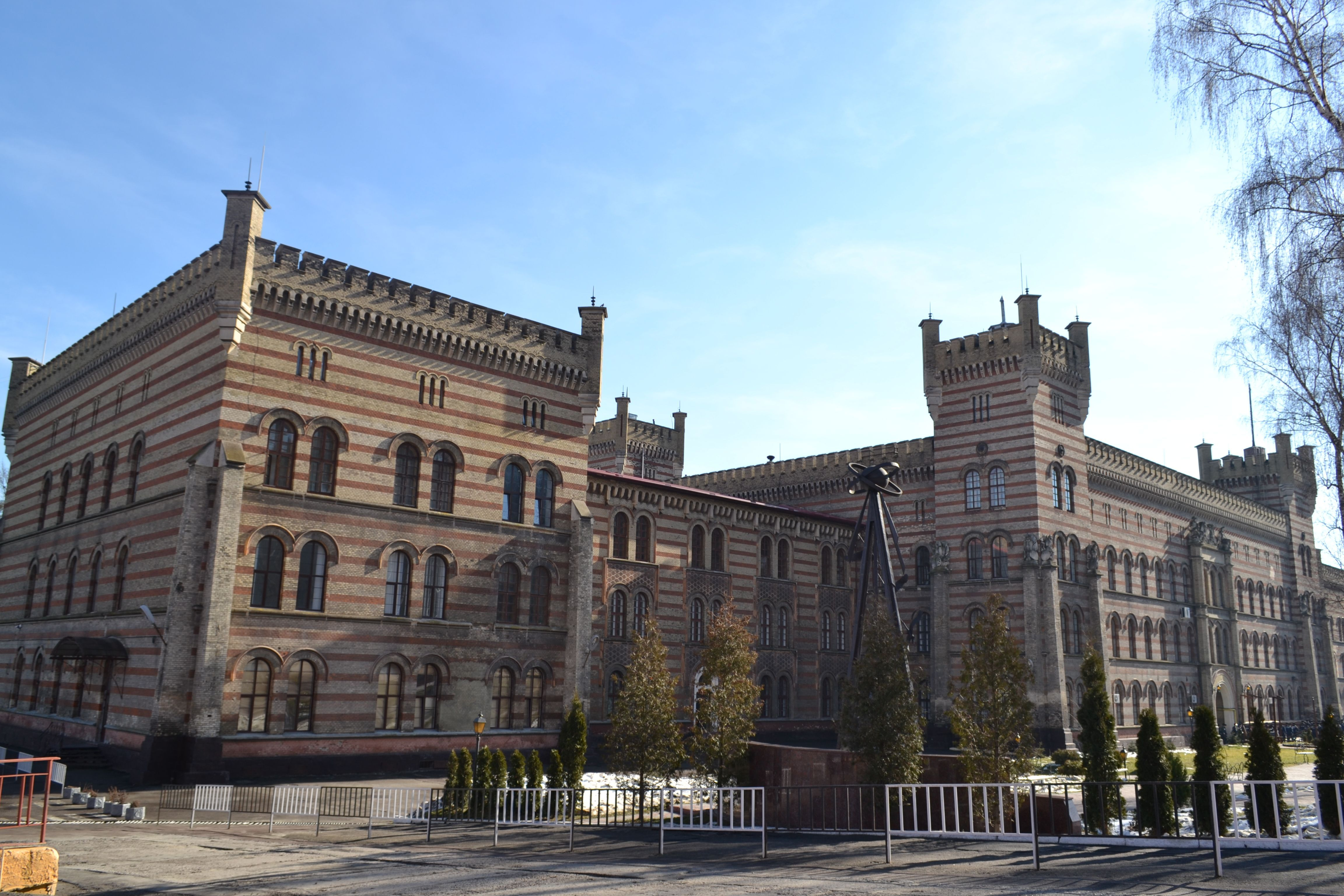
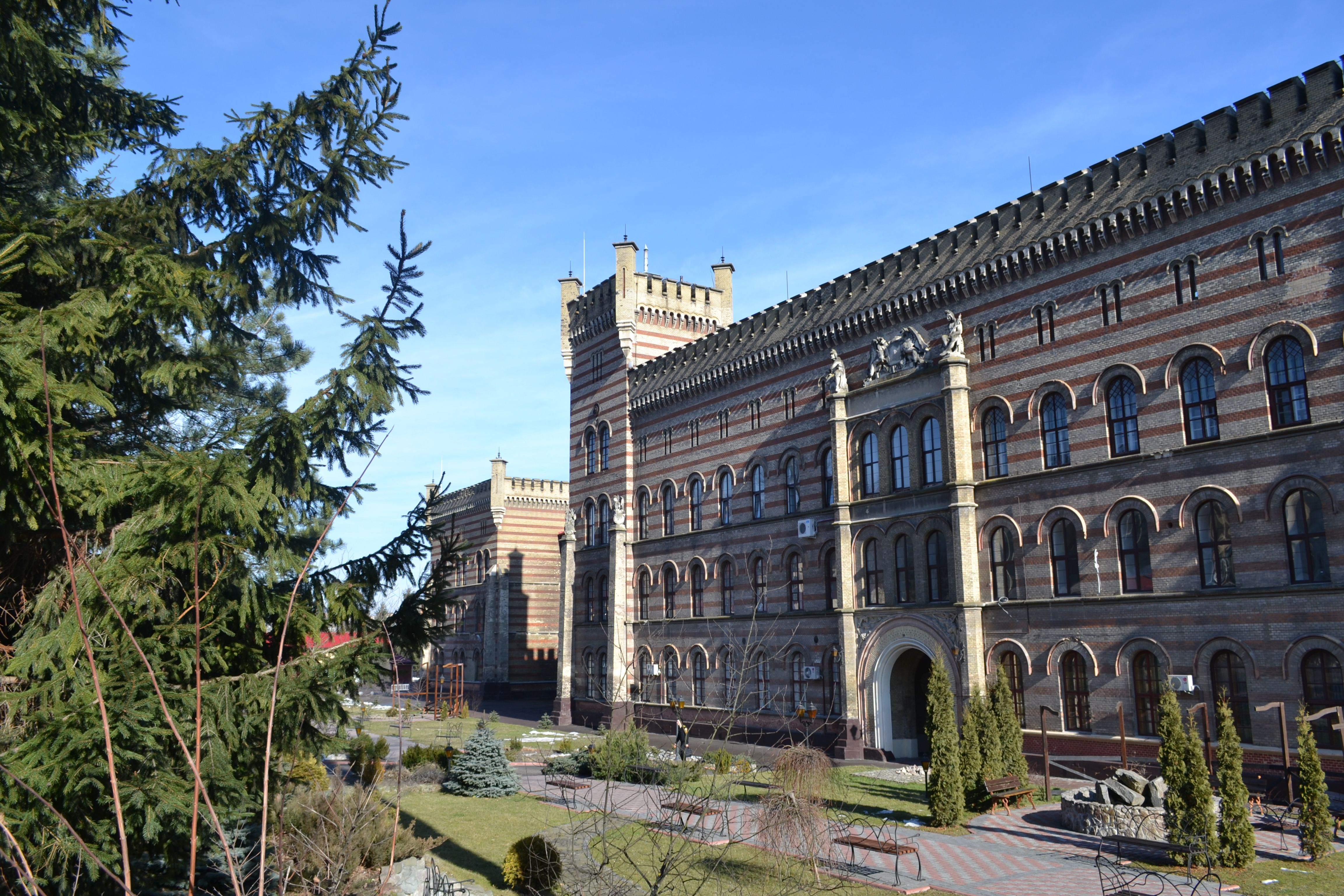
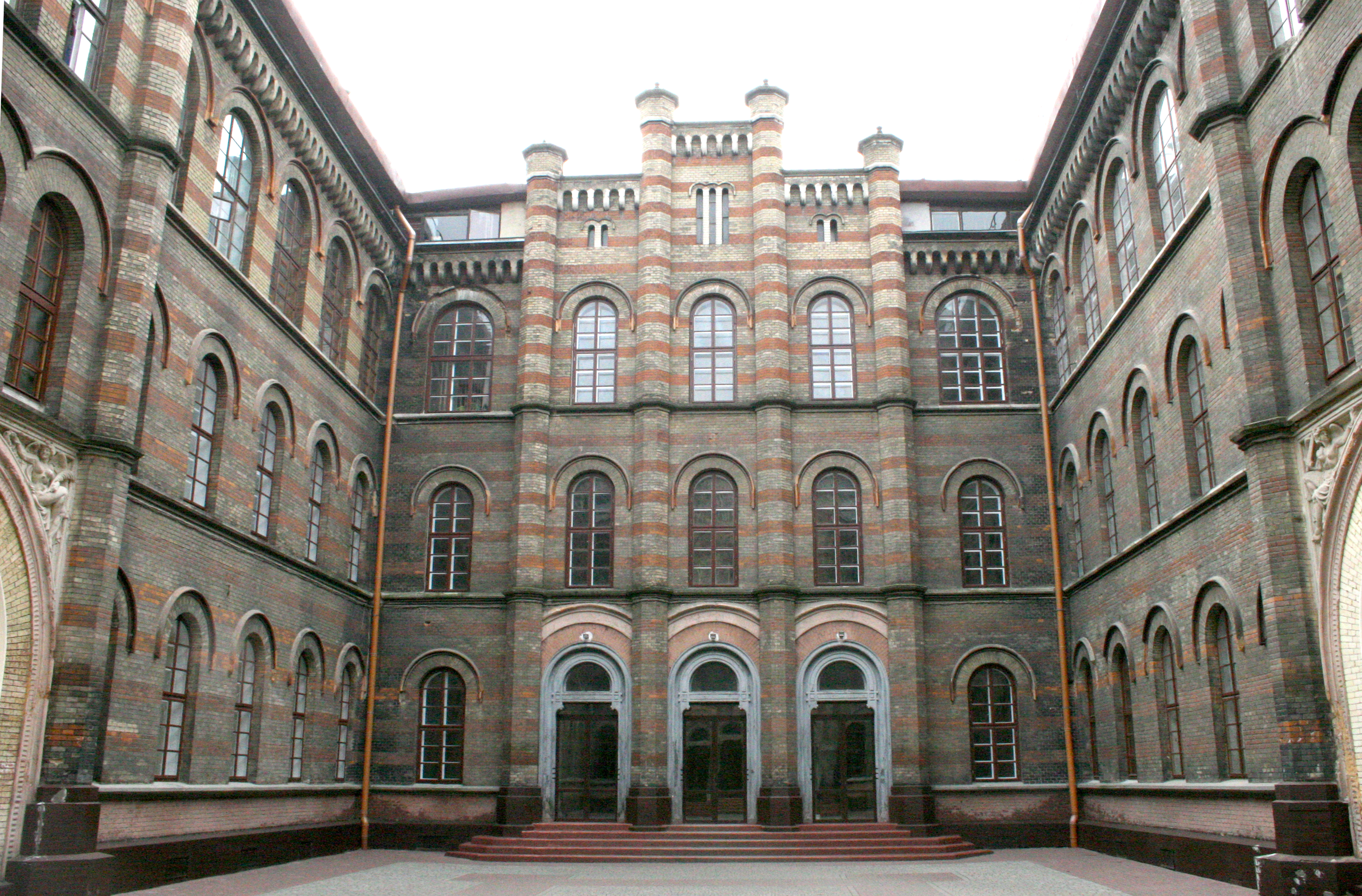
Внутрішній дворик
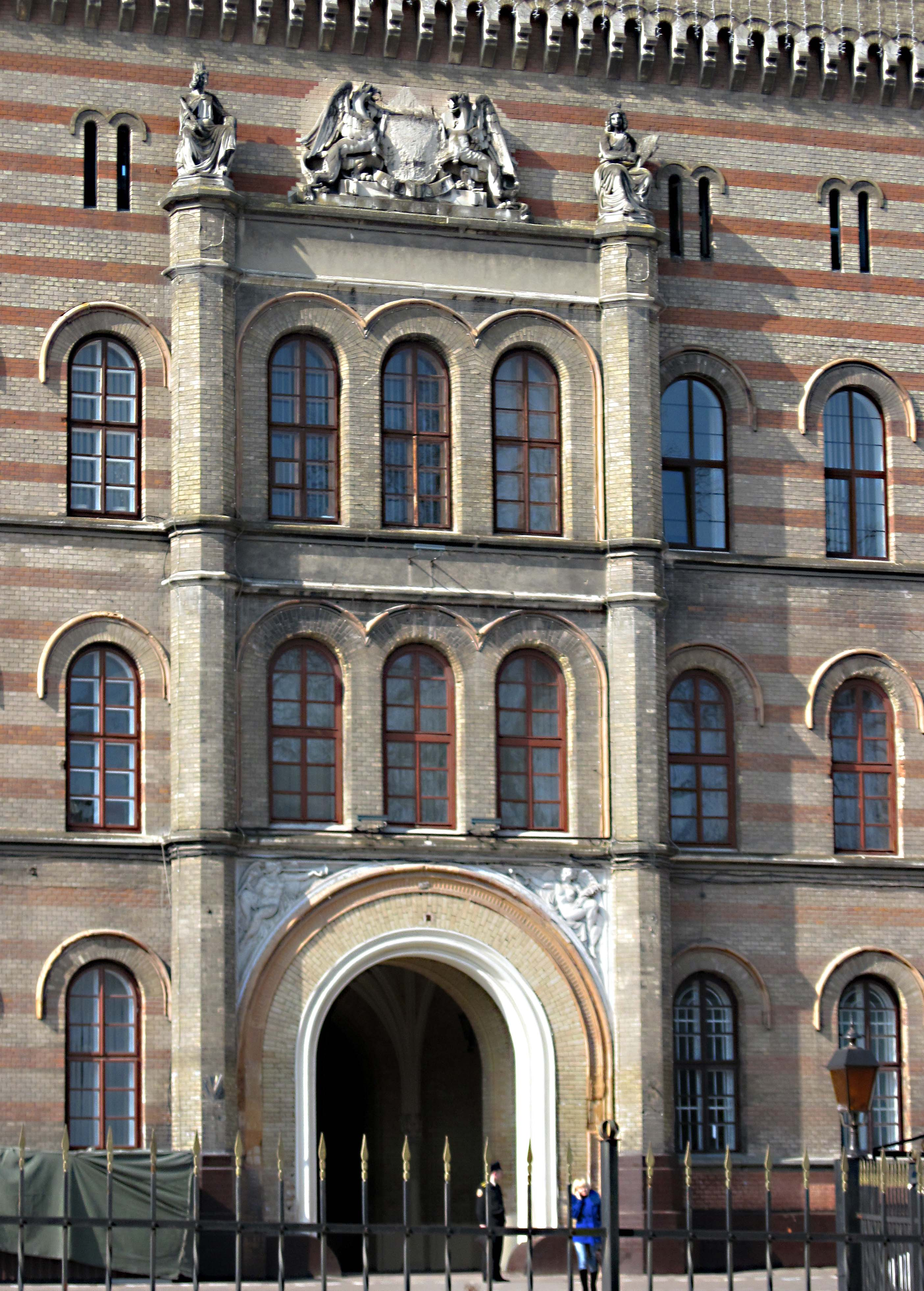
Вхід

## Архітектура
Будинок інвалідів розташований у північній частині міста Львова, на великій ділянці (довжина головного фасаду 165 м), яка є у глибині від вулиці Клепарівської. Триповерхова будівля у формах романської фортеці мурована з нетинькованої жовтої та червоної цегли. Будинок симетричний в плані, з центральним корпусом призматичної конфігурації, доповненим чотирма масивними кутовими вежами, та з великим внутрішнім двориком. Від центрального блоку відходять два крила з бічними ризалітами. Вікна півциркульні. Внутрішня планувальна структура коридорного типу.
На головному та тильному фасадах розміщено 26 скульптурних елементів та 8 барельєфів авторства Ґодебського та Пер'є. На головному фасаді, з обох боків від гербу Австрійської імперії, розміщено майже двометрові фігури чоловіка (Воїн) та жінки (Спокій), палітра та кисть біля їхнього підніжжя символізують Науку та Мистецтво. Над протилежними брамами – і ззовні, і зсередини двору, розміщено чотири барельєфи, що символізують Воїна і Перемогу. Скульптурне оздоблення інтер'єру до наших днів не збереглося. Втрачено багато елементів скульптурного декору, головно із внутрішнього боку, статуї чотирьох славетних австрійських фельдмаршалів та генералів: архікнязя Карла, графа Радецького, князя Шварценберґа і графа Шліка. Не збереглася також зала з фресками. 

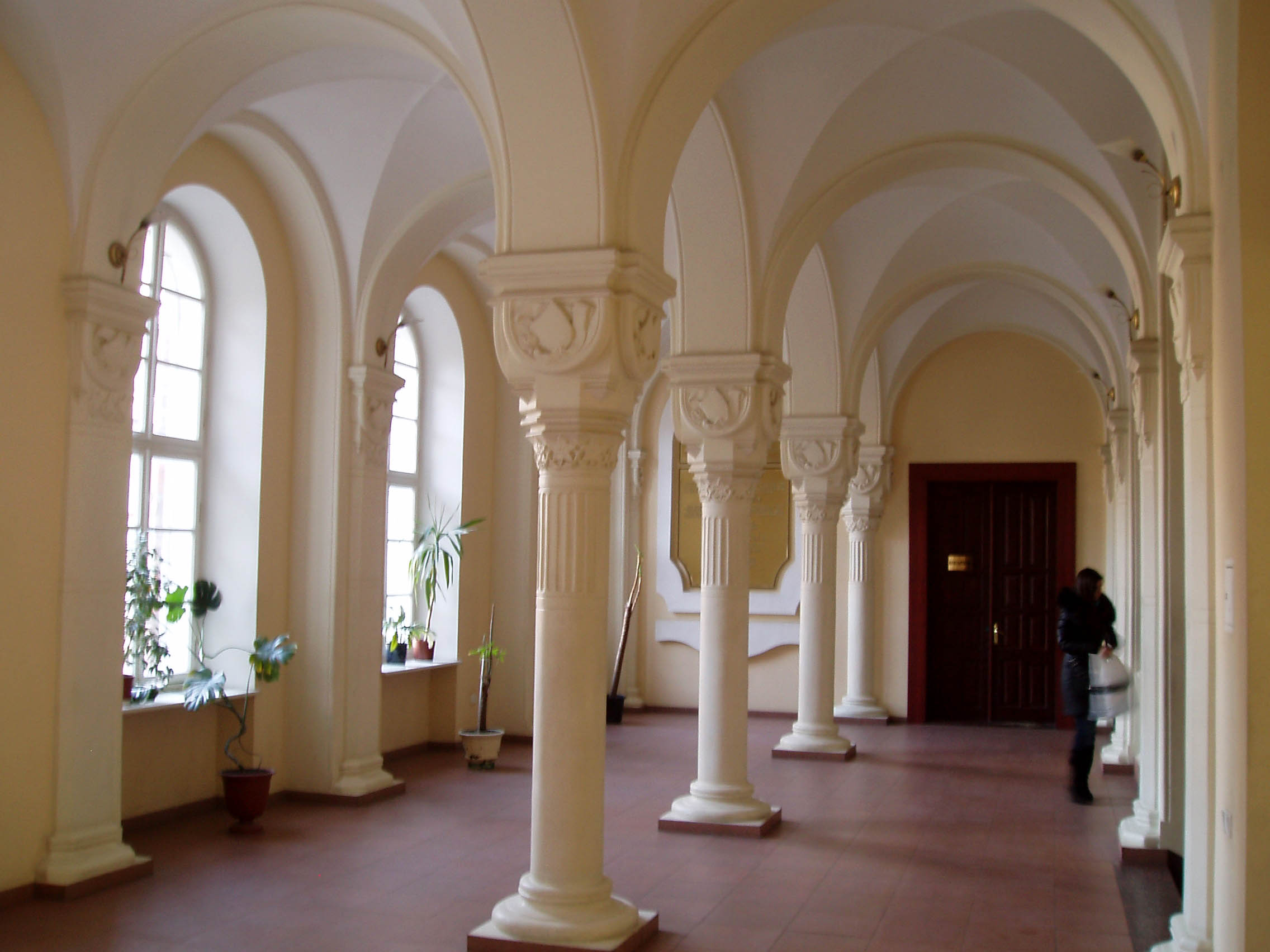
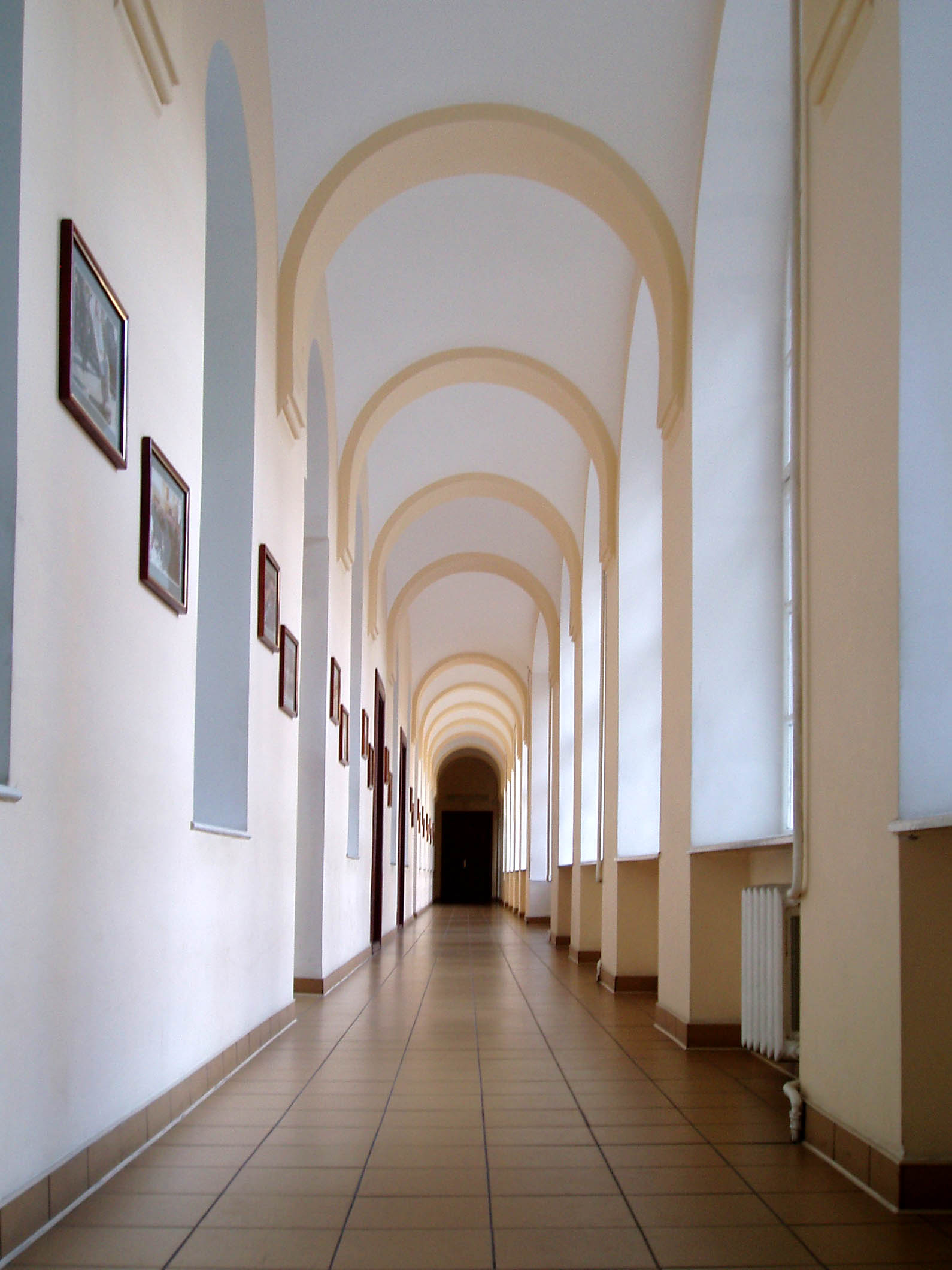
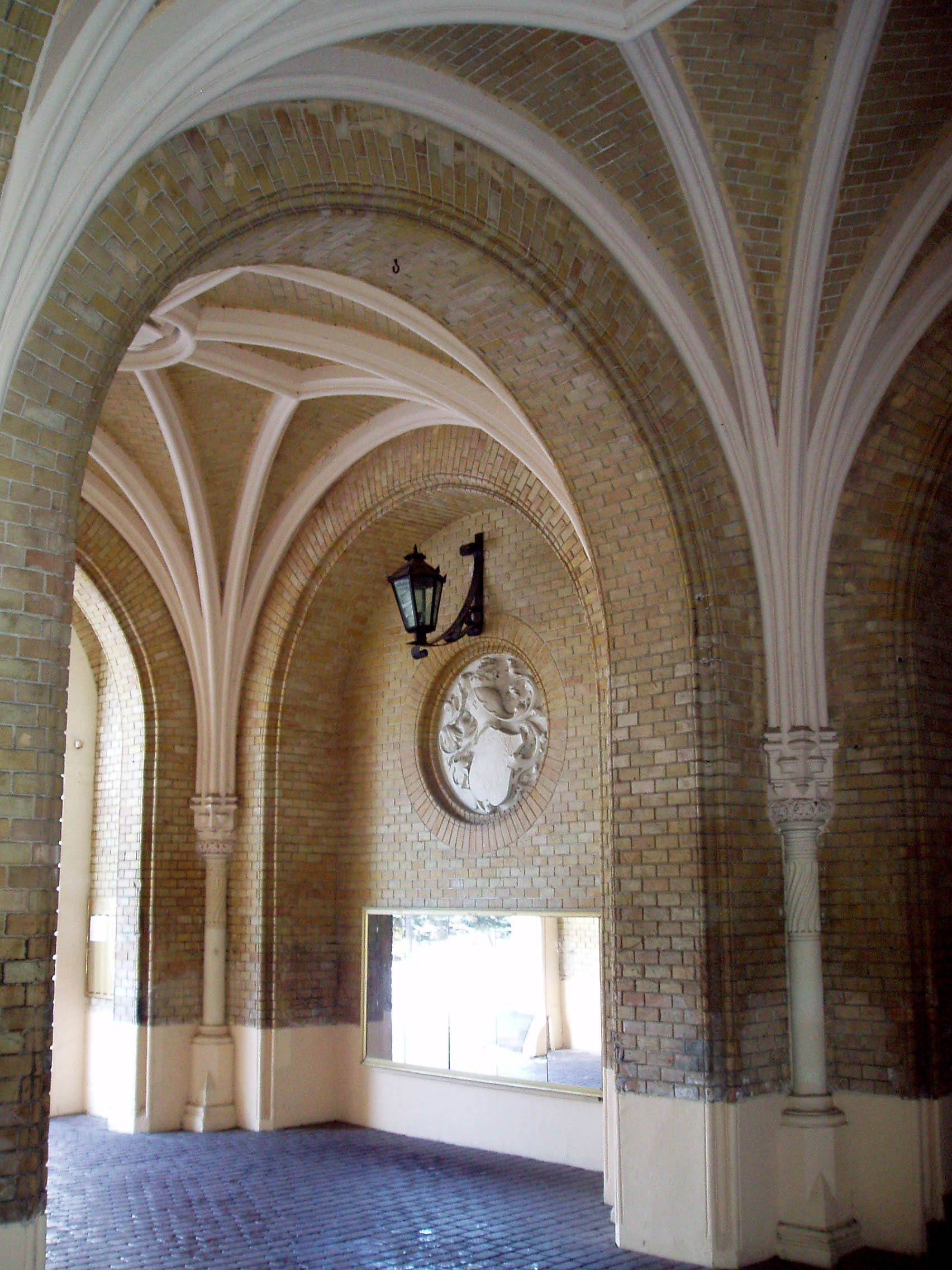
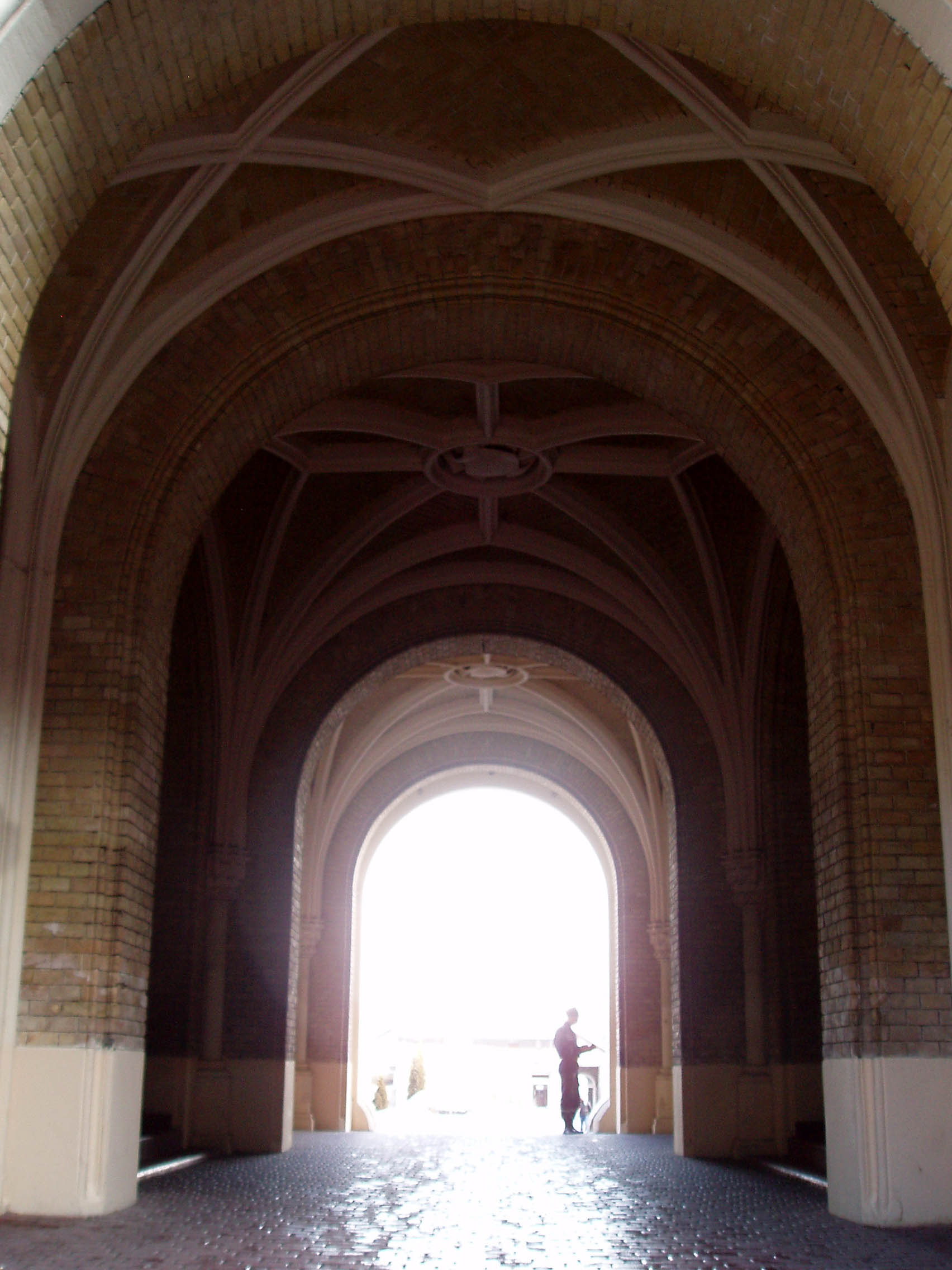
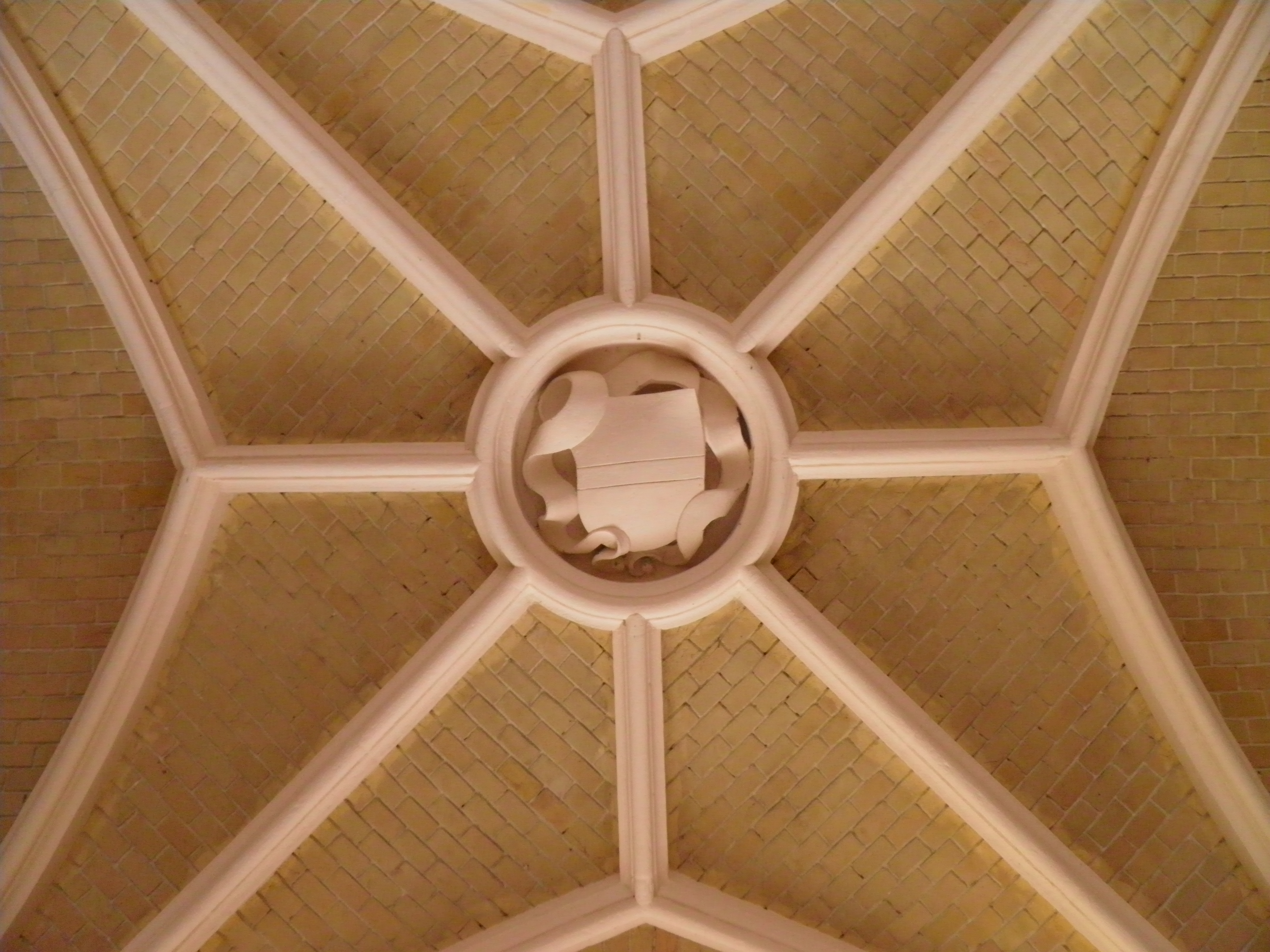
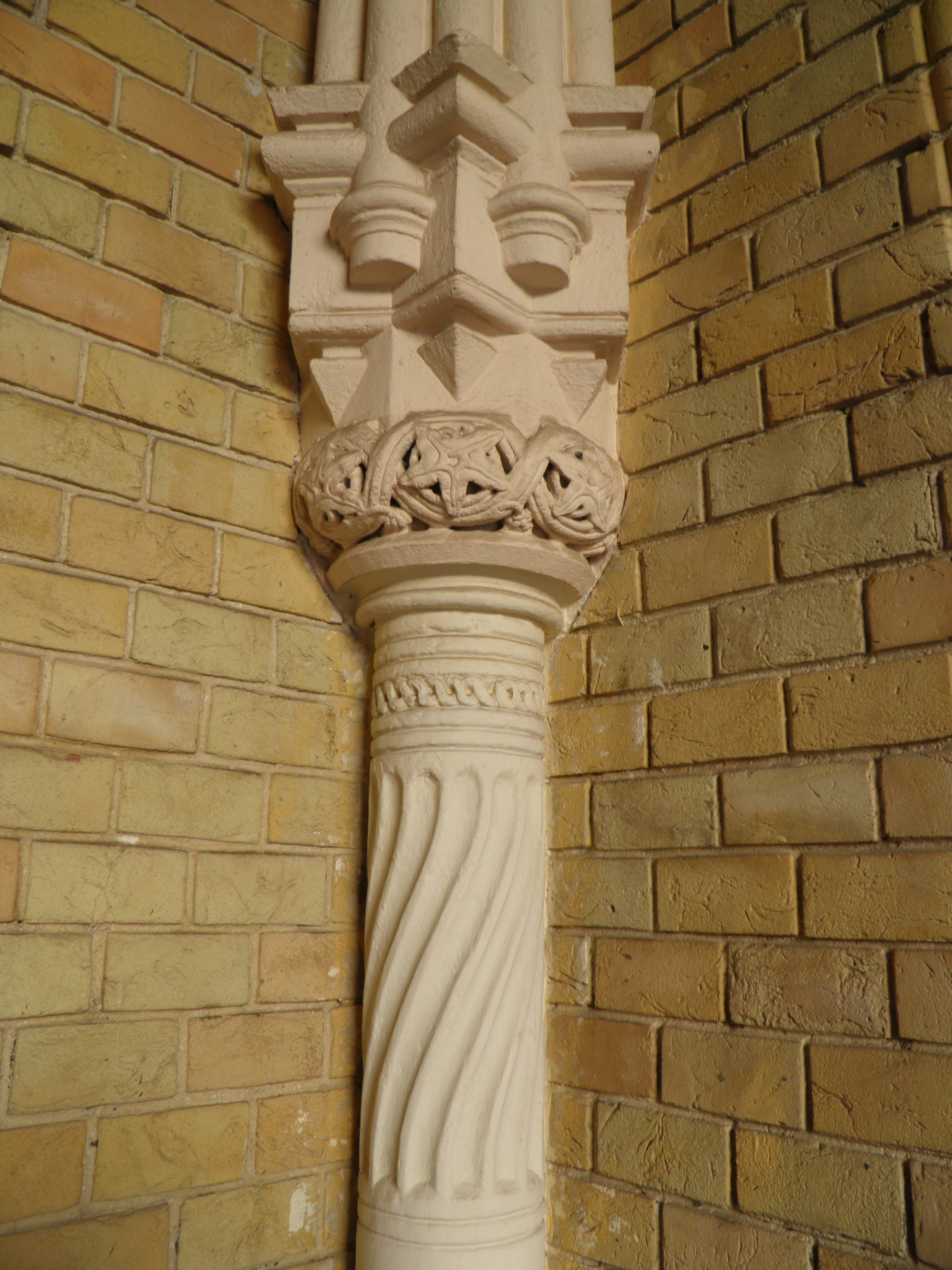
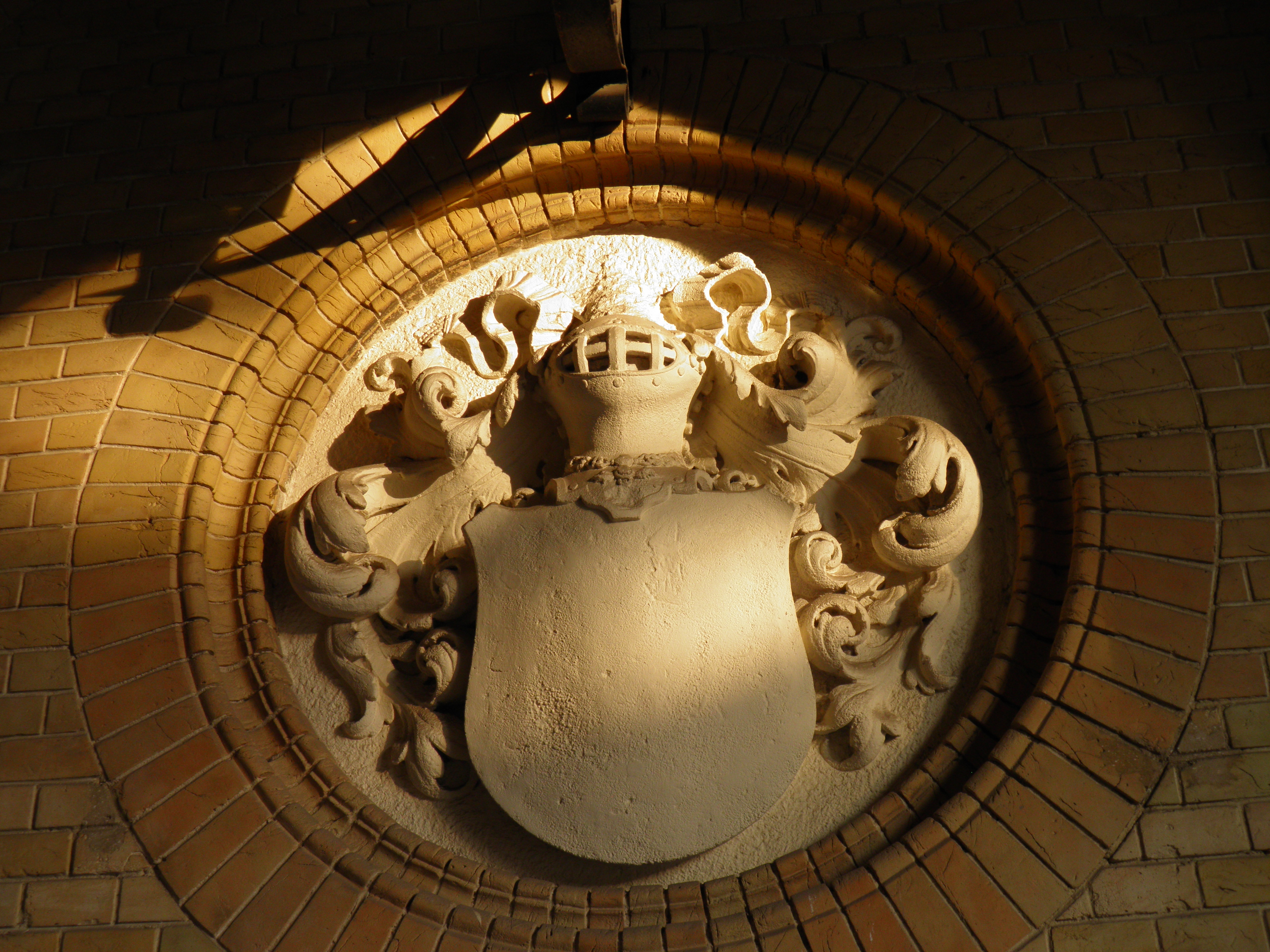
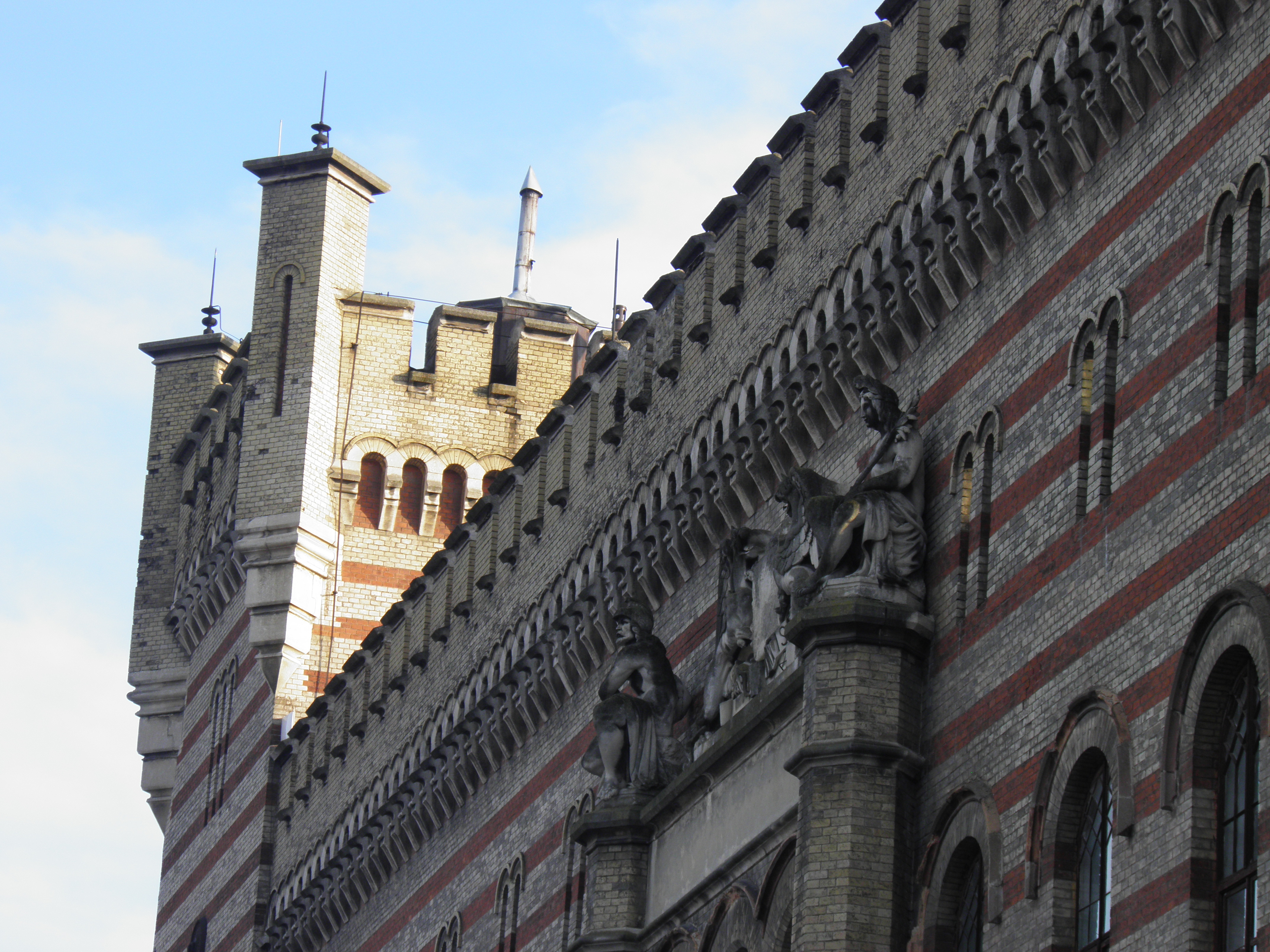
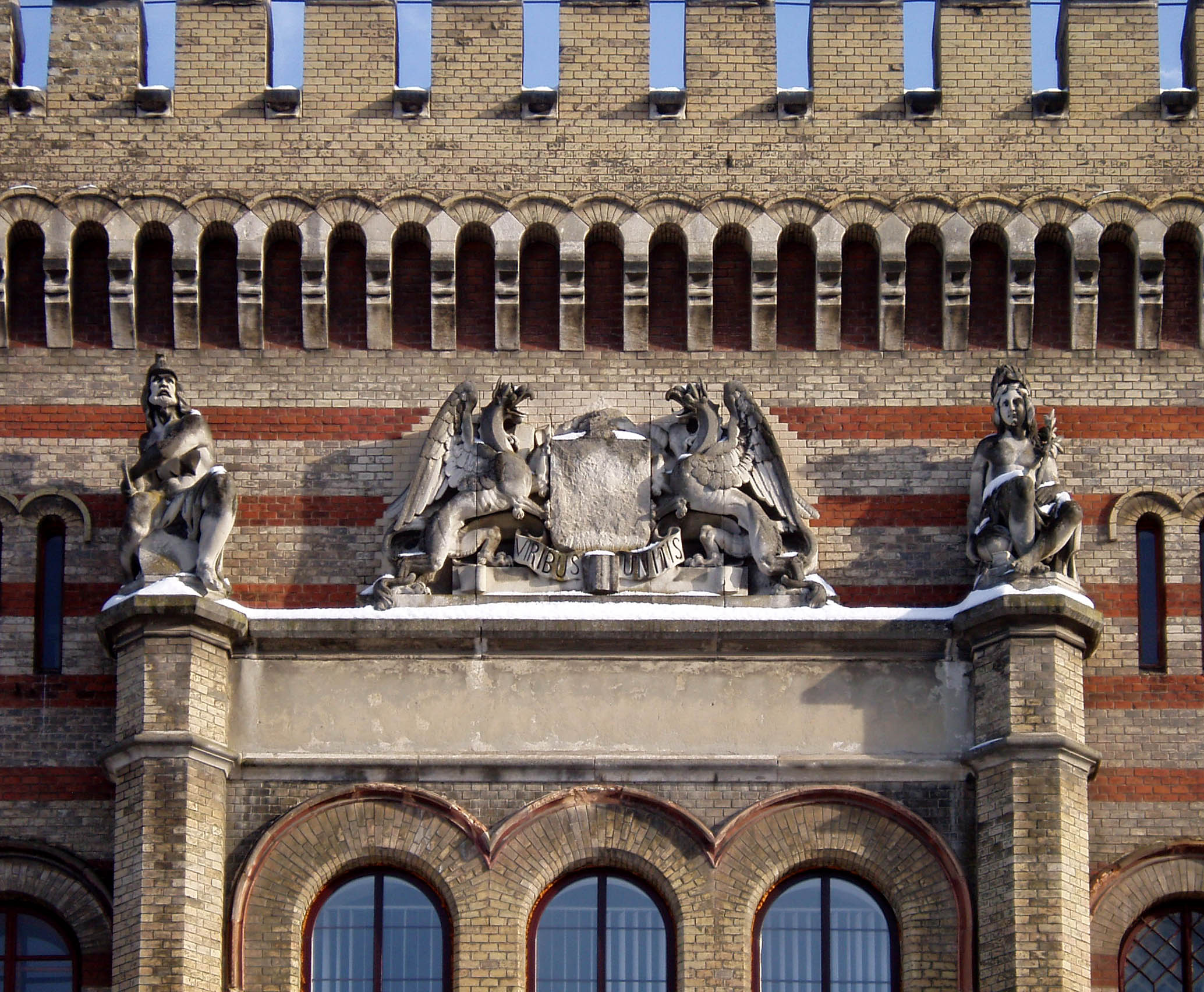
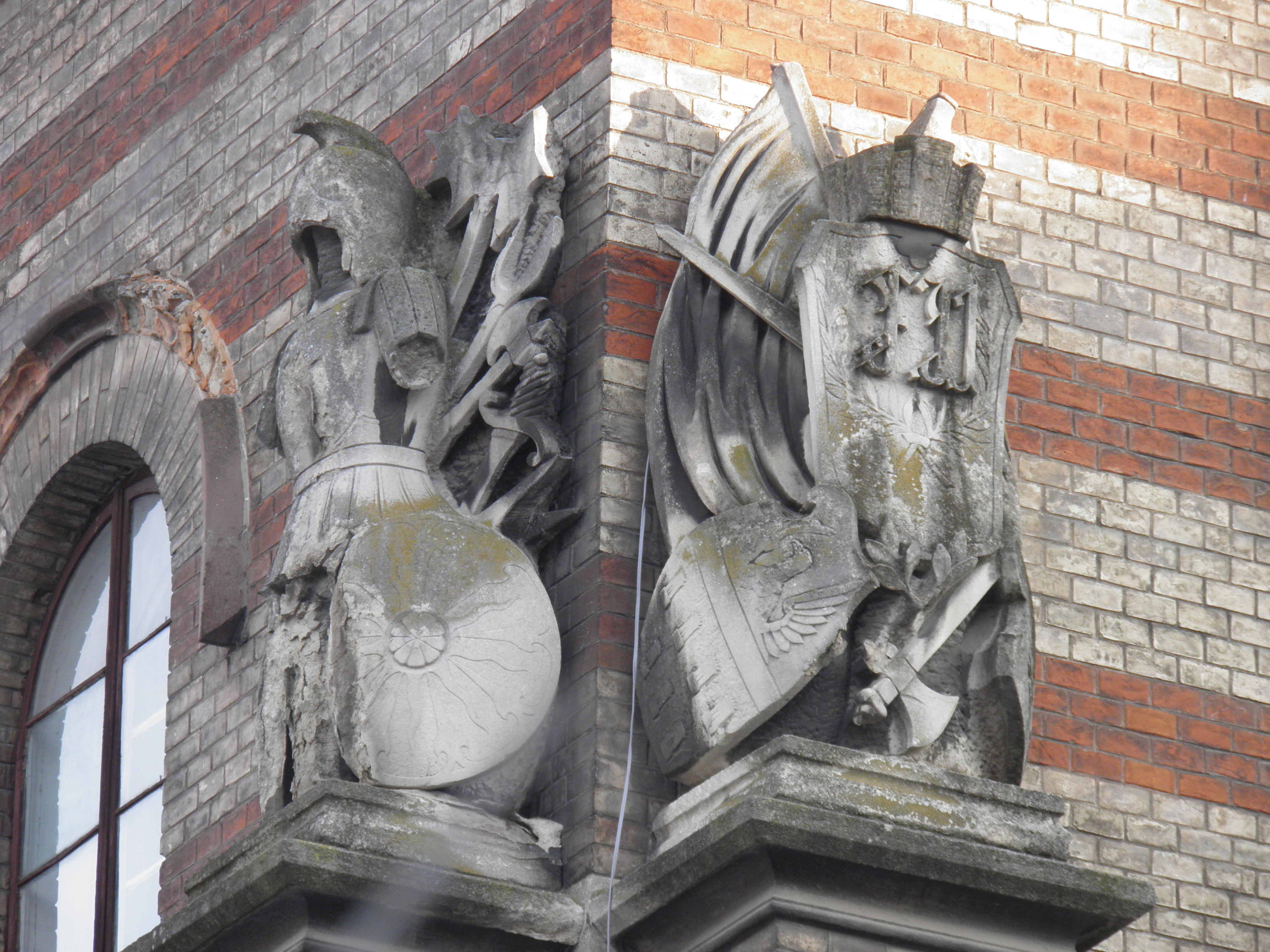

### Церква Покрови Пресвятої Богородиці
У комплекс Будинку інвалідів входить каплиця, споруджена на північний захід від основної будівлі, зведена у романо-візантійських формах. Фрагментарно в ній зберігся стінопис. У квітні 1993 року речовий склад з каплиці було перенесено в інше місце та розпочато відновні роботи. У травні 1994 року на куполі каплиці було встановлено хрест. Реставрація та оздоблення каплиці завершено у 1998 році. Урочисте освячення відновленої каплиці відбулося 11 жовтня 1998 року.

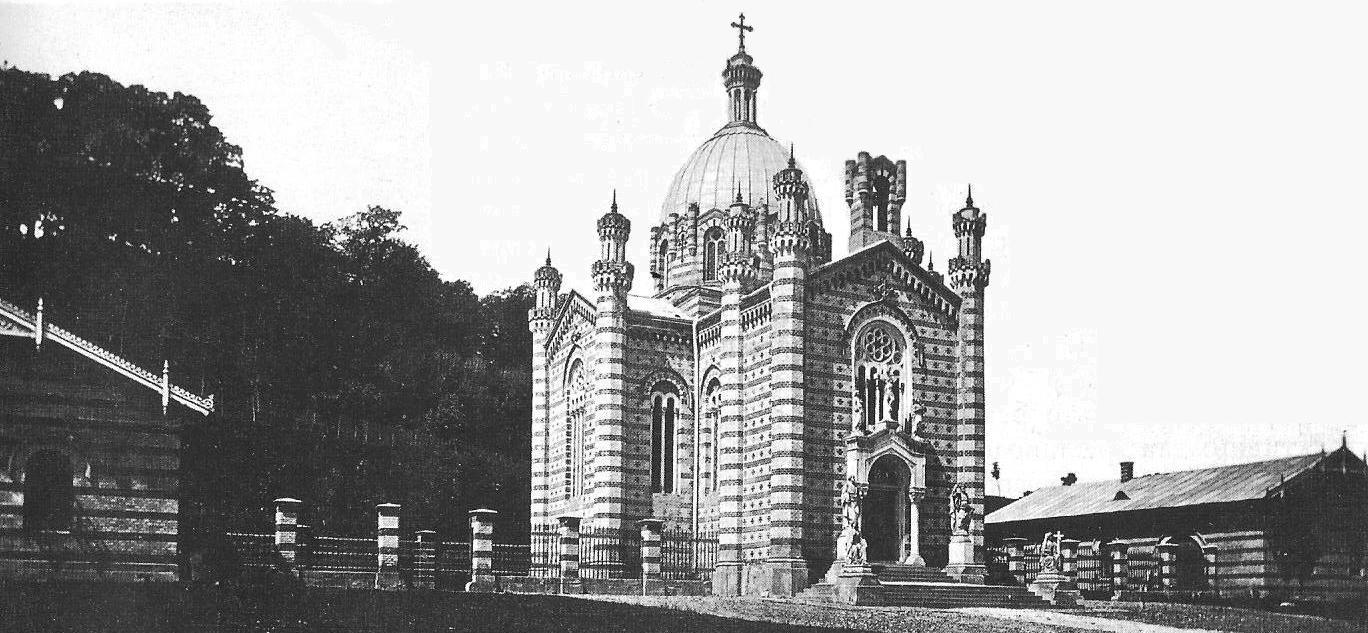
Каплиця у 1870 роках
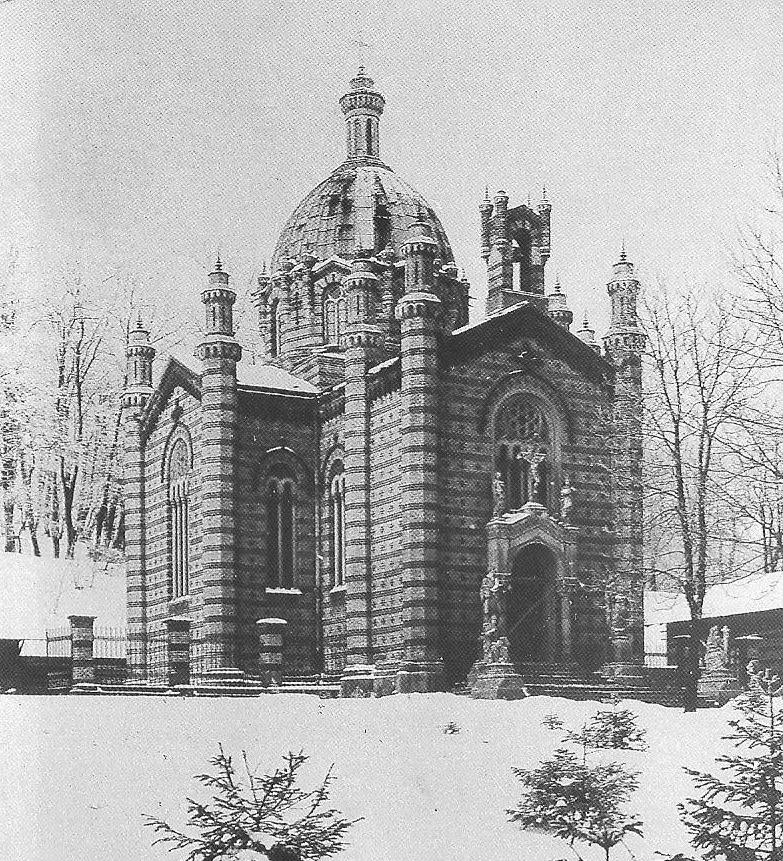
Каплиця у 1921 році
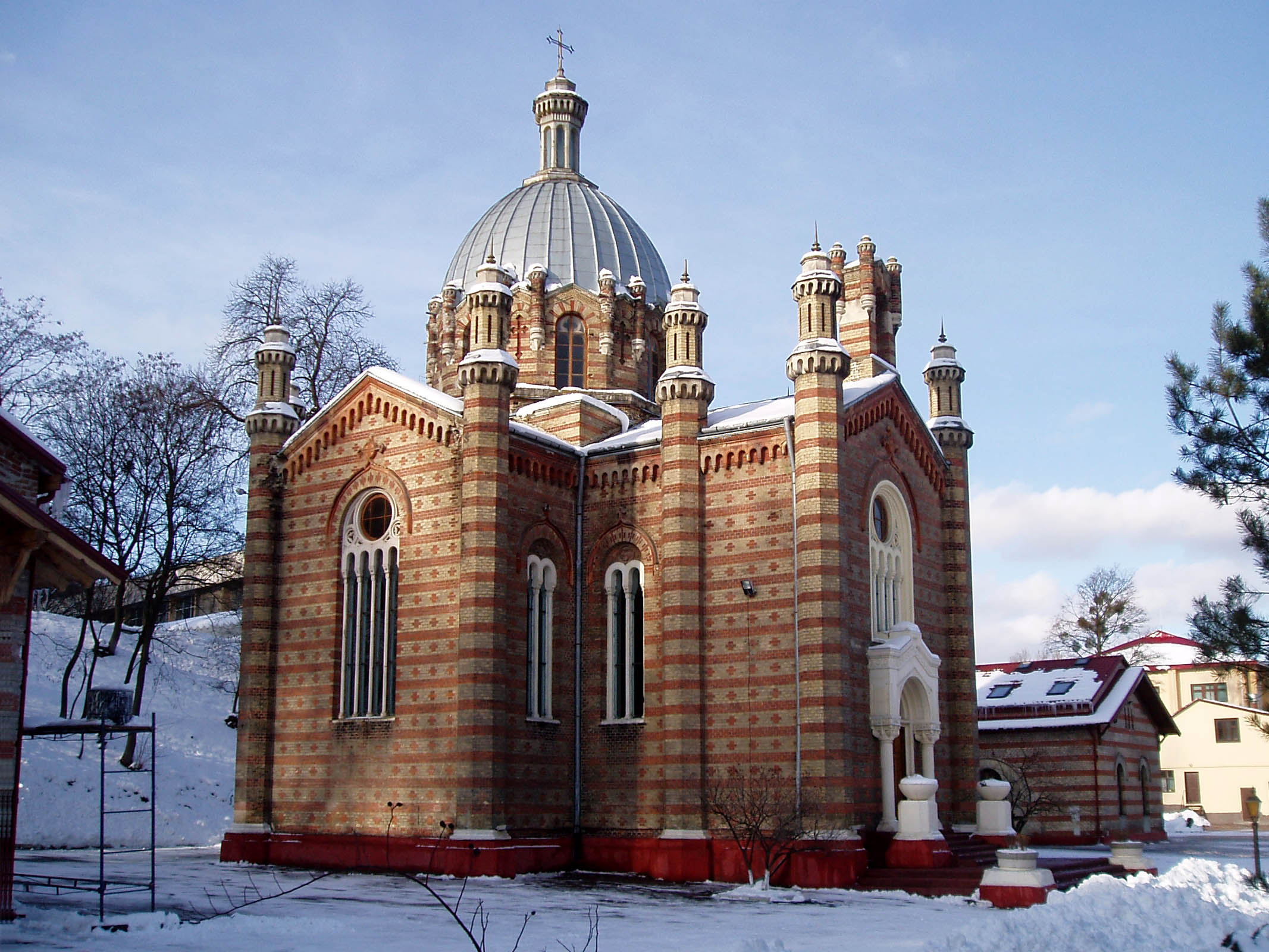
Сучасний стан